# AbeBooks
AbeBooks는 전자상거래 글로벌 온라인 마켓플레이스로 50개 이상 국가의 판매자로부터 도서, 미술품 및 수집품을 제공하는 7개의 웹사이트를 보유하고 있다. 1996년에 설립된 이 회사는 중고 도서, 희귀 도서, 절판 도서를 전문으로 취급한다. AbeBooks는 2008년부터 아마존 (기업)의 자회사였다.

## 최고 매출
2015년 2월 ABE는 당시까지 가장 높은 매출을 기록했다. 희귀한 조류학 그림책이 딜러 중 한 명을 대신하여 191,000달러에 판매되었다. 기타 고급 판매에는 아레오파지티카(Areopagitica: John Milton)가 65,000달러에 영국 의회에 보내는 무면허 인쇄의 자유를 위한 연설과 J. R. R. 톨킨의 호빗 (소설)이 포함된다. (65,000달러에 판매됨) 웹사이트에서는 최근 고가치 매출을 주기적으로 보고한다.